# Martha Sabrina
Martha Sabrina Martínez Martín del Campo (Cancún, Quintana Roo, 5 de junio de 1992), conocida simplemente como Martha Sabrina, es una actriz y cantante mexicana.

## Biografía
Martha Sabrina nació un 5 de junio de 1991. Empezó su carrera a temprana edad en el programa infantil Plaza Sésamo, en el que participó entre 1999 y 2003. 
Ha participado en distintos comerciales y telenovelas infantiles, la primera que hizo fue Rayito de luz en 2000, al lado de Alejandro Speitzer, seguida de Aventuras en el tiempo (2001) y Cómplices al rescate (2002), ambas al lado de Belinda.
En 2004 participó en Alegrijes y Rebujos al lado de los chicos de Código Fama interpretando a Margarita, y en 2005 Sueños y caramelos junto a Nashla Aguilar como la malvada Bianca.
Martha no solo se ha destacado dentro de la actuación, desde 2007 conduce un programa de radio junto a Jesús Zavala, llamado Señal TN, donde hacía entrevistas y trataba distintos temas al público.

## Trayectoria
- Cita a ciegas (2019) ... Dany
- Like (2018-2019) ... Laura
- Papá a toda madre (2018) ... Carla Garcia
- La Rosa de Guadalupe (2009-presente) ... Lorena, Heather, varios personajes (Episodios "Corazón de Azúcar", "Las chicas Inn")
- Karkú (2008) (Segunda temporada. participación especial)
- Señal TN (2007-2009) ... Conductora
- Sueños y caramelos (2005) ... Bianca
- Alegrijes y rebujos (2003-2004) ... Margarita
- Cómplices al rescate (2002) ... Julia Olmos
- Aventuras en el tiempo (2001) ... Carla Espino
- Rayito de luz (2000) ... Karina Rámirez
- Plaza Sésamo (1999-2003)